# Valérie Lainé
Pour les articles homonymes, voir Lainé.
Valérie Lainé (née à Paris en 1955) est une journaliste française.

## Biographie
Après une scolarité passée aux lycées Sainte-Marie de Neuilly et Victor Duruy (Paris 7e), elle étudie à l'université de Paris I les sciences économiques puis à l'Institut d'études politiques de Paris.
En 1979, Valérie Lainé devient journaliste à Radio France Seine-et-Marne ; de 1981 à 1983, elle travaille à France Culture et France Musique. En 1983 elle rejoint la rédaction de Radio France Internationale, où elle occupe de multiples postes.
- 1983-1995 : responsable de la rubrique européenne au Service Monde.
- 1995-1996 : chef du service Europe.
- 1996-2005 : chroniqueuse Europe.
- 2005-2010 : rédactrice en chef du pôle Europe.

En 2010 elle quitte RFI à la faveur du plan social
Valérie Lainé a été secrétaire générale puis vice-présidente d'Europresse depuis 1989.
En 1992, juste avant la mise en place du grand marché européen, elle fut rédactrice en chef d'une équipe européenne qui réalisa 100 séquences pour les chaînes de télévisions France 2, RAI 2, RTL, BRT-RTBF, RTE Catalogne et RTP.
En 2012 elle devient la conseillère du président de la commission du développement durable à l'Assemblée nationale jusqu'en 2016.

## Décoration
- Officier de l'ordre du Mérite maritime (2025)[1]